# 조지프 젱킨스 로버츠

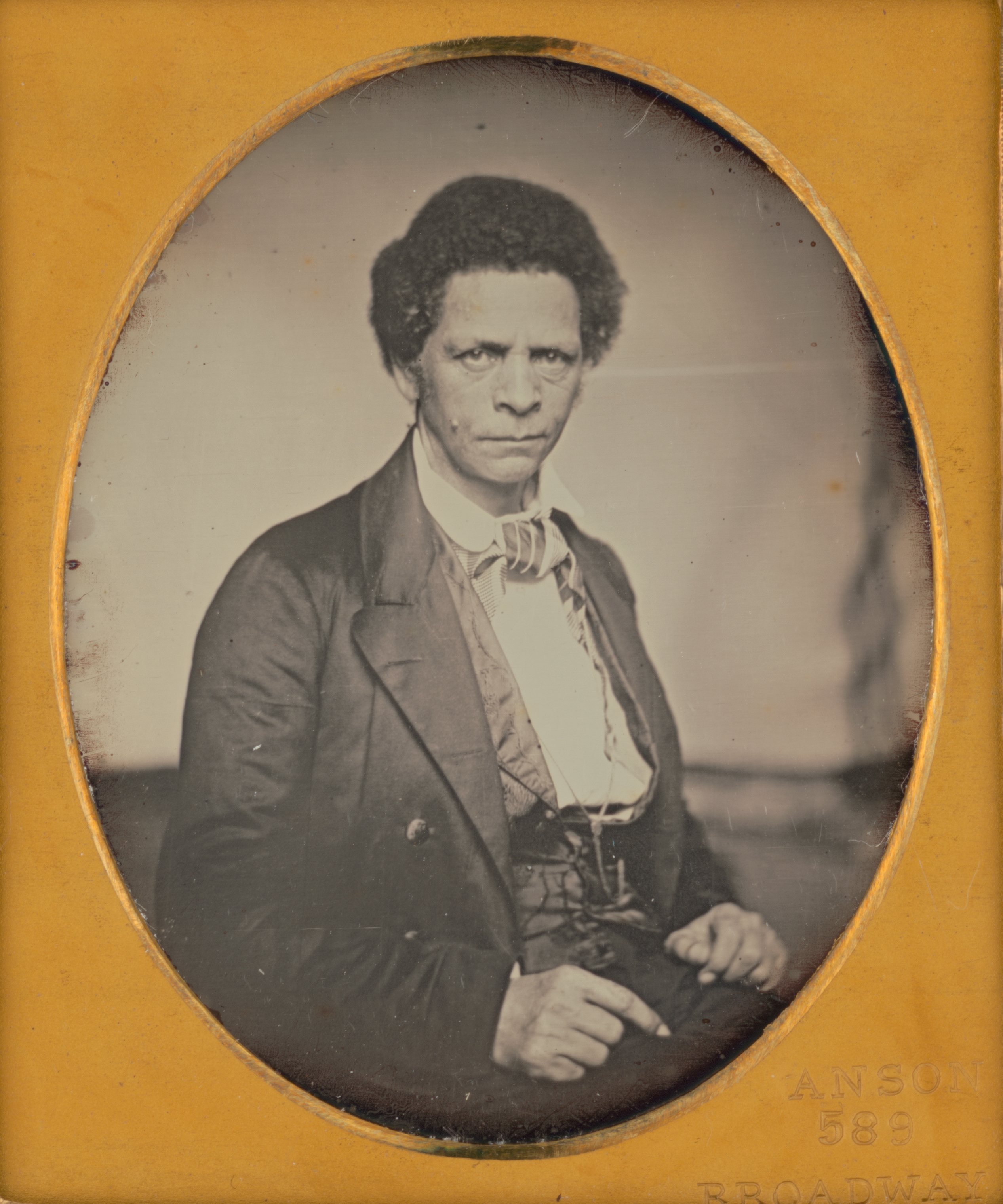
조지프 젱킨스 로버츠

조지프 젱킨스 로버츠(영어: Joseph Jenkins Roberts, 1809년 3월 15일 ~ 1876년 2월 24일)은 라이베리아의 초대 대통령(1848-1856년)과 7대 대통령(1872-1876년)을 지낸 인물이다. 미국에서 자유 흑인으로 태어나 이후 라이베리아로 이민하였고, 초기 정착민들을 지도하다가 라이베리아의 초대 대통령으로 선출되었다.
제임스 로버츠와 아밀리아 로버츠 사이에서 태어났다. 원래 아밀리아 로버츠는 흑인 노예였는데 노예에서 해방되고 나서 제임스 로버츠와 결혼을 했다. 1829년 라이베리아로 이민을 왔다.

## 생애
1809년 미국 미국 버지니아주 노퍽에서 태어났다. 그의 어머니 아밀리아 로버츠(Amelia Roberts)는 흑백혼혈의 노예였으며, 해방된 이후 자유 흑인이던 제임스 로버츠(James Roberts)와 결혼했는데, 조지프를 비롯한 여러 아이의 실제 친아버지는 백인이었던 것으로 보인다. 양아버지는 오래 지나지 않아 사망했고 조지프는 성장한 후 버지니아의 피터스버그에서 사업을 하다가 1828년 미국식민협회의 원조를 받고 여러 자유 흑인들과 함께 라이베리아로 이주하였다. 이주의 이유로는 버지니아주에서 흑인으로서 받던 여러 차별에 대한 반발과 함께 복음주의 기독교인으로서 아프리카 원주민에 대한 전도 의지도 있었다.
곧 로버츠는 라이베리아에서 무역과 관련된 사업을 열어 성공하였고, 로버츠 가족은 해당 지역의 새로운 유지로 떠오르기 시작했다. 1841년에는 당시 미국의 식민지이던 라이베리아의 총독으로 임명되었다. 1846년 로버츠는 의회 측에 독립을 청원하였고, 의회는 투표를 거쳐 결정할 것을 주문했다. 곧 1847년 7월 26일 11명의 대표단이 라이베리아 독립을 선포하였고 10월 5일에 로버츠가 초대 대통령으로 선출되었다.

### 초대 대통령 시절
독립 직후 국가의 안정을 잡는 데 노력했으며, 외교적으로는 라이베리아의 독립을 인정받는 데 큰 공헌을 했다. 초기에 미국 의회에서는 반대파에 의해 계류 사안으로 머물러 인정받지 못했고 주변 지역에 식민지를 보유한 여러 유럽 국가로부터도 거부되었으나, 1848년 직접 유럽을 순방하며 영국, 프랑스를 시작으로 여러 유럽국가로부터 독립을 인정받다가 1862년에는 에이브러햄 링컨에 의해 미국으로부터도 독립을 인정받았다.
1854년 비슷한 이유로 설립되었던 메릴랜드 식민지가 라이베리아와는 별개로 메릴랜드 공화국으로서 독립을 선포하였는데, 1856년 메릴랜드 내의 원주민과 전쟁이 벌어지자 로버츠는 지원군을 보내 메릴랜드의 승리로 이끌었다. 이듬해 메릴랜드 공화국은 라이베리아로 편입되었다.
국내 원주민들에 대해서는 교육과 종교 개종을 통해 아메리코-라이베리아 문화로 동화시키려 노력했다. 1851년 라이베리아 대학교의 건설안을 통과시켰다.

### 이후
1856년 부통령이던 스티븐 벤슨이 대통령으로 선출되어 직무를 마친 이후 라이베리아군에서 장교로 15년간 복무하였다. 1872년 트루 휘그당의 에드워드 제임스 로이(Edward James Roye)의 뒤를 이어 다시 대통령에 취임하였으나, 해안 지역의 미국계 라이베리아인들이 우위를 점하고 원주민들을 통솔하던 질서가 동 시기에 시작된 경제난으로 인해 흔들리며, 각지에서 분쟁이 발생하고 혼란이 가중되고 있었다. 1876년 2월 퇴임한지 두 달 만에 병으로 사망하였다.

## 사후
라이베리아의 국부로 여겨지며, 라이베리아의 대표 공항인 로버츠 국제공항이나 그랜드케이프마운트 주의 주도인 로버트스포트 역시 그의 이름에서 따왔다. 그의 생일인 3월 15일은 라이베리아의 국경일로 지정되어 있다.

## 역대 선거 결과
| 선거명      | 직책명              | 대수 | 정당   | 득표율  | 득표수 | 결과 | 당락 |
| ----------- | ------------------- | ---- | ------ | ------- | ------ | ---- | ---- |
| 1847년 선거 | 라이베리아의 대통령 | 1대  | 무소속 | 0%      | -표    | 1위  |      |
| 1849년 선거 | 라이베리아의 대통령 | 1대  | 무소속 | 0%      | -표    | 1위  |      |
| 1851년 선거 | 라이베리아의 대통령 | 1대  | 무소속 | 0%      | -표    | 1위  |      |
| 1853년 선거 | 라이베리아의 대통령 | 1대  | 무소속 | 0%      | -표    | 1위  |      |
| 1871년 선거 | 라이베리아의 대통령 | 7대  | 공화당 | 100.00% | -표    | 1위  |      |
| 1873년 선거 | 라이베리아의 대통령 | 7대  | 공화당 | 0%      | -표    | 1위  |      |

## 같이 보기
- 라이베리아의 역사